# 赤翅短溝紅螢
赤翅短溝紅螢（学名：[Plateros coccinipennis] 错误：{{Lang}}：文本有斜体标记（帮助））为紅螢科短溝紅螢屬下的一个种。